# SN 2002aq
SN 2002aq – supernowa typu II odkryta 1 lutego 2002 roku w galaktyce M-01-07-35. W momencie odkrycia miała maksymalną jasność 18,70m.